# Ковентри, Джордж, 6-й граф Ковентри
Джордж Уильям Ковентри, 6-й граф Ковентри (англ. George William Coventry, 6th Earl of Coventry; 26 апреля 1722 — 3 сентября 1809) — британский пэр и политик. Он носил титул учтивости — виконт Дирхерст с 1744 по 1751 год.

## Происхождение и образование

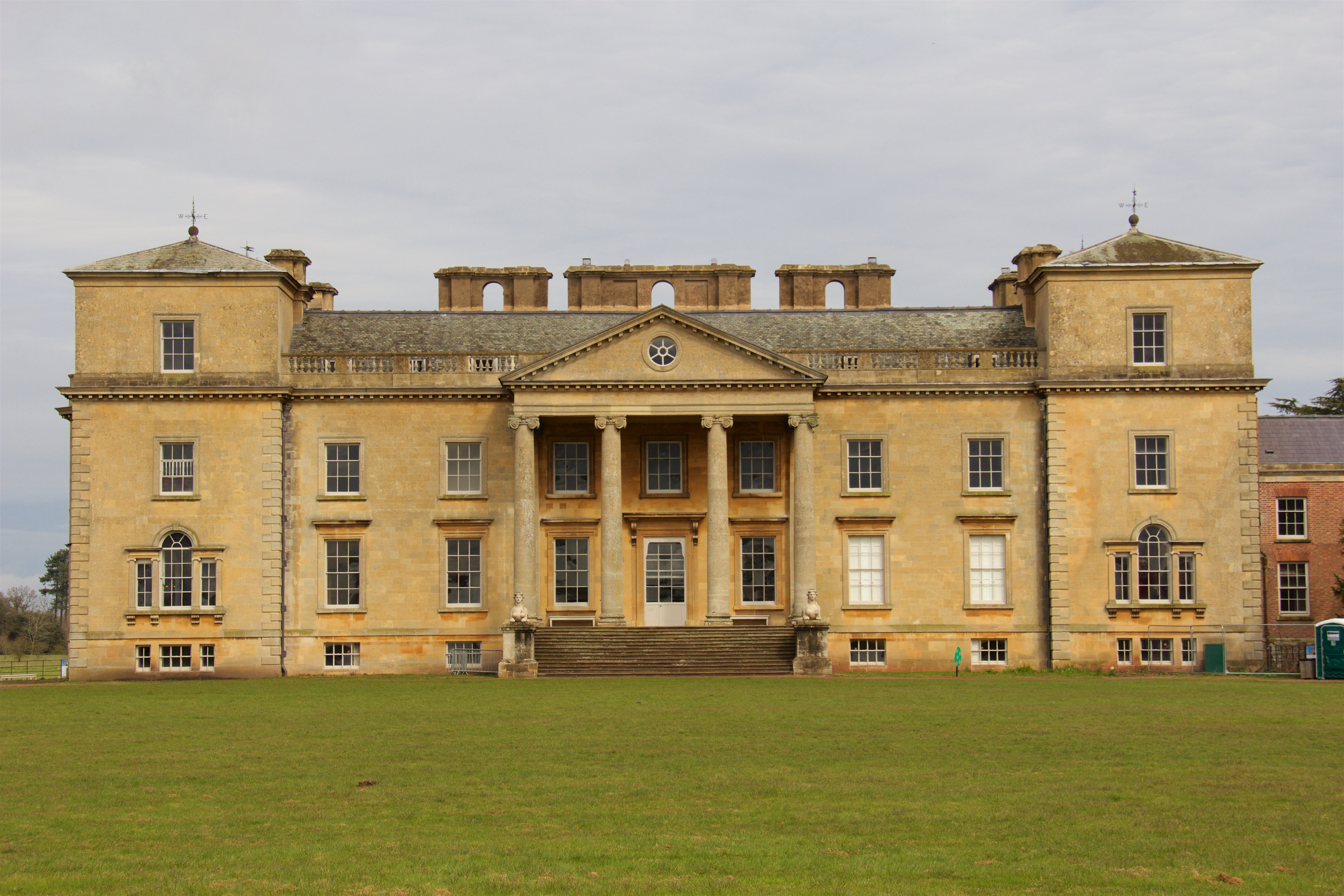
Крум-корт

Родился 26 апреля 1722 года. Второй сын Уильяма Ковентри, 5-го графа Ковентри (ок. 1676—1751), и его жены Элизабет (урожденной Аллен) (? — 1738). Он получил образование в Винчестерском колледже и в Университетском колледже Оксфорда, который закончил в 1739 году со степень магистра искусств.

## Карьера
Виконт Дирхерст заседал в Палате общин Великобритании от Бридпорта (1744—1747) и Вустершира (1747—1751).
18 марта 1751 года после смерти своего отца Джордж Ковентри унаследовал титулы 6-го графа Ковентри (Пэрство Англии) и 6-го виконта из Дирхерста в графстве Глостершир (Пэрство Англии), став членом Палаты лордов Великобритании.
Лорд-лейтенант Вустершира (1751—1808), лорд опочивальни Георга II (1752—1760) и Георга III (1760—1770).
Он унаследовал от отца поместье Крум-корт недалеко от Першора, Вустершир, и поручил компании Capability Brown перепроектировать как дом, так и окружающий его парк.

## Частная жизнь

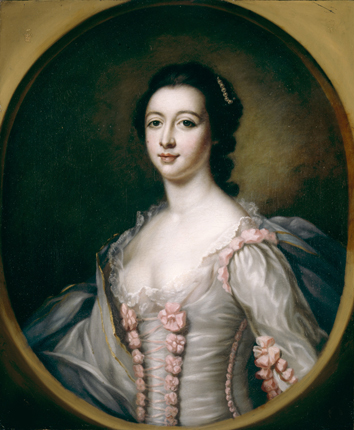
Мэри Ганнинг (1732—1760), первая жена 6-го графа Ковентри

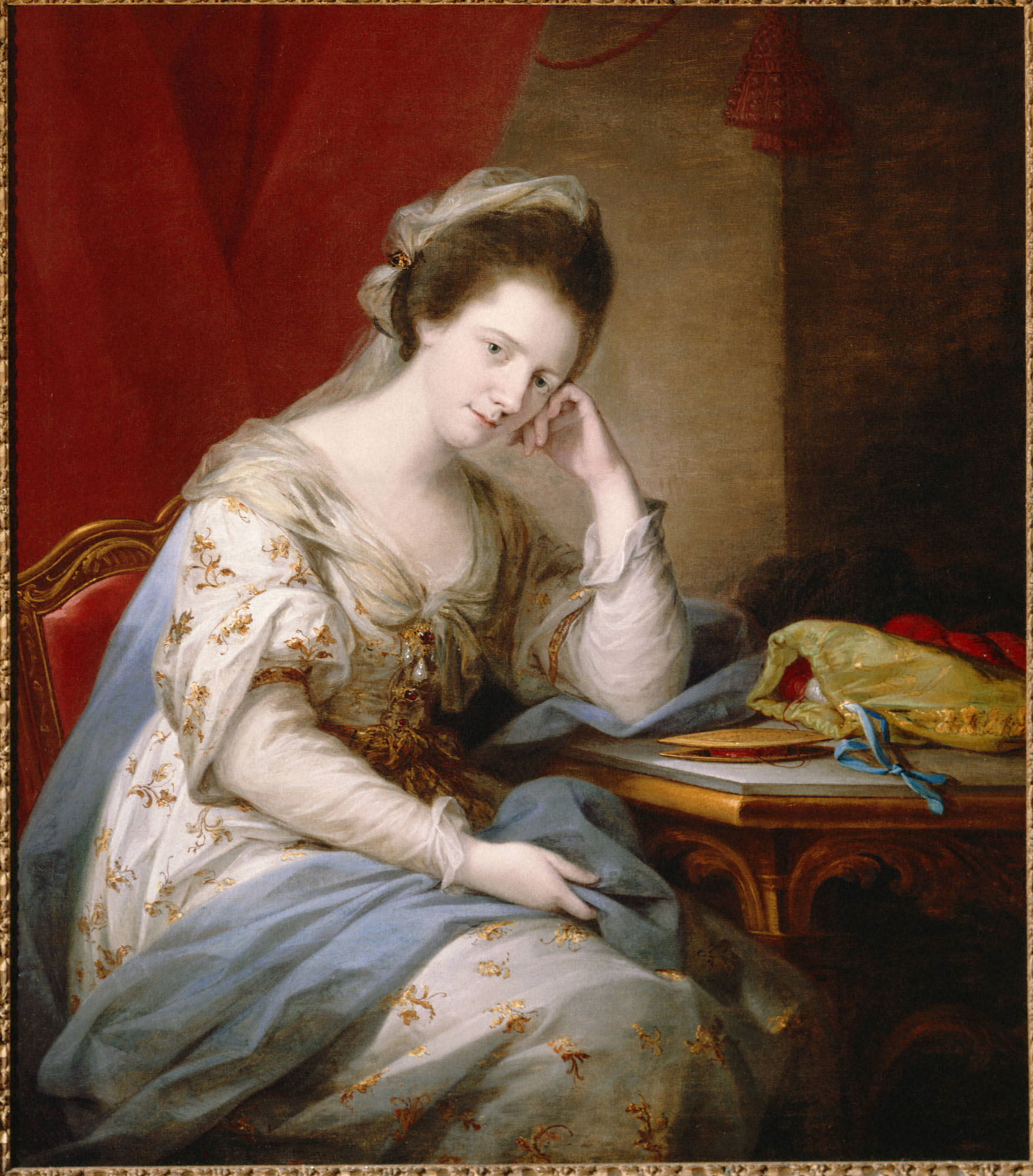
Барбара Сент-Джон, графиня Ковентри (1737—1804), вторая жена 6-го графа Ковентри, портрет Ангелика Кауфман, Музей искусств Принстонского университета

Лорд Ковентри был дважды женат. 5 марта 1752 года в церкви Св. Георгия, улица Св. Георгия, Ганновер-сквер, Лондон, он женился первым браком на Мэри Ганнинг (15 августа 1732 — 30 сентября 1760), дочери полковника Джона Ганнинга и достопочтенной Бриджит Бурк. Дети от первого брака:
- Леди Энн Маргарет Ковентри; 1-й муж с 1778 года достопочтенный Эдвард Фоли, сын Томаса Фоли, 1-го барона Фоли[англ.] (1716—1777), с которым развелась в 1787 году. Во второй раз вышла замуж за капитана Сэмюэля Райта.
- Леди Мэри Алисия Ковентри (9 декабря 1754 — 8 января 1784), вышла замуж за сэра Эндрю Бэйнтона-Ролта, 2-го баронета.
- Джордж Ковентри, 7-й граф Ковентри (25 апреля 1758 — 26 марта 1831), в первый раз женился на леди Кэтрин Хенли, дочери Роберта Хенли, 1-го графа Нортингтона[англ.]. Во второй раз женился на Пегги Питчес, дочери сэра Авраама Питчеса.

27 сентября 1764 года лорд Ковентри женился вторым браком на достопочтенной Барбаре Сент-Джон (19 сентября 1737 — 25 ноября 1804), дочери Джона Сент-Джона, 11-го барона Сент-Джона из Блетсо, и Элизабет Кроули. Дети от второго брака:
- Достопочтенный Джон Ковентри (20 июня 1765 — 12 ноября 1829)
- Достопочтенный Томас Уильям Ковентри (24 декабря 1778 — апрель 1816)
- Леди Огаста Элионор Ковентри (? — 30 апреля 1868)
- Леди Джулия Кэтрин Ковентри (? — 9 октября 1826).

Лорд Ковентри пережил свою вторую жену на пять лет и умер в сентябре 1809 года в возрасте 87 лет. Его титулы унаследовал его сын от первого брака Джордж Ковентри, 7-й граф Ковентри.